# Фармер (MMORPG)
Фармеры (англ. farmers) — название людей, которые пытаются заполучить («нафармить») ценные предметы в MMORPG, эксплуатируя скучные и обыденные элементы игровой механики. Явление подобной эксплуатации — фарминг (англ. farming — сельское хозяйство) или фарм (англ. farm — фермерство), есть глагол — «фармить», обозначающий «заниматься фармом». Иногда это сопровождается регулярным (по мере восстановления) фармом важных игровых NPC, например, ключевого босса для какого-то квеста и т. п. Часто фармеры используют ботов или другое подобное автоматическое программное обеспечение. В более широком смысле, фармером может быть назван любой игрок, постоянно повторяющий одни и те же простые действия для накопления определённых предметов. Структурой, координирующей действия фармеров являются т. н. «магазины седьмого пота» (англ. game sweatshops — досл. игровое полулегальное производство), продающие накопленные игровые блага за валюту реального мира другим игрокам.

## Китайские фармеры
По оценкам на 25 декабря 2005 года около 100 000 жителей Китая были задействованы в фарме. Китайские фармеры обычно работают 12-часовыми сменами, а в некоторых случаях смены достигают 18 часов. По сообщениям, одно фармерское производство в центральнокитайском городе Чунцин платило своим 28 работникам примерно по 120 долларов США в месяц, а работники подобного производства в городе Фунжоу получали по примерно 250 долларов США. Широкое распространение фарма привело к появлению т. н. «посредников», получающих прибыль от перепродажи игровых благ от мелких фармеров более крупным структурам или другим игрокам.
Фармеры существуют и в других странах, например в Мексике, Индонезии, странах СНГ, на Филиппинах и т. д. Однако в этих странах масштабы фарма близко не достигают китайских. Обилие дешёвой рабочей силы, высокоскоростного Интернета и дешёвых компьютеров сделали возможным появление целой отрасли по заработку игровых ценностей, обеспечивая потребности рынка для более чем 30 млн игроков во всём мире.
30-летний китаец из Шанхая Гэ Цзинь (Ge Jin) посвятил проблеме китайских фармеров свою докторскую диссертацию в Калифорнийском университете (отделение в Сан-Диего). В этой работе, совместной со многими исследователями, поднимаются вопросы производства и распределения виртуальных благ на границе виртуальности и реальности, а также между странами. Главной целью этого исследования, кроме того, было проникновение и описание жизни занятых в фарминге работников. «Также я хотел, — пишет он, — понять, что для этих людей значит постоянно находиться на границе реальности и виртуальности, и что они при этом испытывают». Его статья сохранена онлайн на сайте Consumer Studies Research Network.
Также фарминг — заметное явление в Южной Корее, где в последнее время набирает ход законопроект о систематизации этого рынка и регулировании процесса обмена реальной валюты на виртуальную.

## Удар по игровой экономике
Фарминг влечёт за собой избыток игровой валюты и/или других предметов, который продаются за реальные деньги другим игроками, посредникам или напрямую «магазинам седьмого пота». Ввиду обширного распространения и особенностей игрового процесса, количество получаемых игровых благ одним фармером ограничено. Предметы, участвующие в процессе крафта (то есть такие, которые преобразуются применением специального умения игрока), — одни из наиболее часто фармящихся предметов. Средняя цена на подобные материалы в результате избытка предложения снижается, поэтому вещи, создаваемые игроками, производятся по более низкой себестоимости. В ходе того, как предметы переходят из рук в руки, увеличивается потребность в дорогих и редких предметах.
Игровое сообщество традиционно воспринимает подобные явления как удар по игровой экономике в целом. Для тех, кто занимается фармом в личных целях (или хочет купить дорогостоящие и/или выскоуровневые предметы) это действительно так. С другой стороны в игровом процессе могут быть заложены элементы для выгодного использования такой ситуации, причём выгода увеличивается в результате фарма (например, снижение цен на материалы вызывает повышение спроса через небольшое время).
Многие компании пытаются остановить фарм, устанавливая в своих «Лицензиях для конечного пользователя» (EULA, англ. end-user license agreement) и «Правилах предоставления услуг» (англ. Term of service, Rules of conduct и т. п.), что все внутриигровые предметы принадлежат исключительно компании, обслуживающей игру, и проводя агрессивную политику по блокировке аккаунтов уличённых в фарме пользователей. Неизвестно, какой в действительности наносят удар по игровой экономике все эти мероприятия, поскольку ни одна крупная игровая компания не заявляла и вряд ли заявит о закрытии десятков тысяч аккаунтов.
В игровом сообществе набирает силу тенденция, направленная против услуг, предоставляемых фармерами. Многие околоигровые сайты отказываются от рекламы структур, продающих виртуальные ценности. Также была создана структура, помогающая владельцам сайтов избегать подобной рекламы. Другие сайты продают «секреты быстрого заработка», обучая игроков способам фармеров. Также многие сайты использую сервис контекстной рекламы Google AdSense, прося посетителей сообщать о рекламе продавцов виртуальных благ в этих объявлениях. Это несколько подавляет действия фармеров, а пользователи не выходят за рамки EULA.

## Инфляция или передел?
Данный вопрос, то есть насколько фарм и фармеры воздействуют на игровую экономику и как это отражается в ценах предметов и услуг, постоянно муссируется в игровом сообществе. Очевидно, что поступление денег в игровую экономику контролируется следующими факторами:
- Фарм предметов, денег, материалов и т. п. путём прохождения квестов, общением с определёнными NPC, «выбиванием» из мобов. Всё это приводит к поступлению «новых» денег в экономику.
- Специально разработанная система вывода денег из игровой экономики. Может осуществляться, например, посредством NPC-магазинов, продающих уникальные товары, осуществляющих ремонт вещей, перемещение между зонами. Другой способ — внедрение скиллов, требующих наличия определённого количества какого-то ресурса.
- В некоторых играх определённые материалы искусственно делаются «редкими». Такие материалы не достаются игрокам легко, а их производство сопряжено с трудностями. Иногда «редкими» делаются базовые (необработанные) материалы. Это наибольшим образом сказывается на распределении особо редких товаров.

Явление «роста экономики» является очевидным последствием фарма. Больше игроков проводят в игре больше времени, что увеличивает приток ресурсов в игру, позволяя продавать различные товары с существенной наценкой. Это может привести к неустойчивости рынка, но, поскольку экономика жёстко контролируется программным алгоритмом, этого обычно недостаточно для раскручивания механизма инфляции. Чаще всего это приводит к возникновению конкурирующих механизмов инфляции и дефляции, а также к перераспределению богатств.
Наиболее часто отмечаемый эффект фарма — способ распределения ценностей в игровой экономике. Игроки, способные покупать игровую валюту за реальные деньги, контролируют поток особо ценных предметов вокруг себя. В результате это приводит к тому, что распределение всё большего объёма игровых ценностей так или иначе контролируется небольшой группой людей, способных себе это позволить.
Ввиду того, что «нужны деньги чтобы делать деньги», игроки с излишками игровой валюты становятся ещё более богатыми. Это соответствует реальной экономике, где чем больше вы инвестируете, тем больших дивидендов вы можете добиться. В некоторых экономических кругах это явление получило название дифференциального накопления. (Точнее это соответствует начальной стадии каждого цикла развития капитализма, открывающего новые сферы приложения капитала (рынки). В конце цикла реальной экономики объём рынка достигает своих пределов и вложения ведут к нестабильности, кризисам, падению зарплат, обнищанию. А попытки передела оставшихся рынков — к мировым войнам и полной монополизации экономики и остановке социальной мобильности. Но это в реальном мире — откуда невозможно убежать. Интересно, будет ли кто-нибудь включаться в игру, в которой выбиться наверх — нереально из-за реальной скупки ресурсов. А когда в игре останутся только китайские фармеры, которые будут пахать на нескольких виртуальных олигархов — смогут ли эти несколько человек оплатить существование игры. И будет ли для них в этом хоть какой-то смысл)
Группа наиболее обеспеченных игроков старается повысить цену на редкие и труднодоступные игровые блага, так как они практически полностью контролируют процесс их получения. В игровом мире эти предметы редки ввиду низких «шансов выпадения» (англ. drop rates) их из определённых NPC и т. п. В то же время цена на предметы средних градаций или предметы общего применения, как правило, снижается ввиду увеличения поставок.
Игроки, пытающиеся самостоятельно организовать производство предметов вынуждены продавать их с незначительной прибылью или вообще в убыток, потому что цена готовых предметов становится ниже, чем суммарная цена составных частей и операции создания. Это приводит к тому, что время изготовления предметов даже для личного использования существенно увеличивается.

## Борьба с фармерами
- В World of Warcraft одним из обновлений был введён так называемый «Банк Гильдии» (Guild Bank), который служит для пожертвований от членов гильдии для помощи плохо обеспеченным игрокам. Это позволяет уменьшить потребность в игровой валюте и снизить объёмы её покупки за реальные деньги.[источник не указан 5034 дня]
- В MMORPG RuneScape операции неограниченного обмена стали ограниченными, начиная с обновления 2 января 2008 года Jagex, компания-оператор RuneScape уменьшила вероятность покупок за реальные деньги, вводя требования сбалансированности ставок на игроков, принимающих участие в турнире. При смерти (снижении HP до нуля) появляется надгробие, что не допускает неограниченного обмена в этом случае. Исключения составляют территории со свободным PK. Эти изменения, несмотря на большие неодобрения со стороны игрового сообщества, существенно уменьшили объёмы игровой валюты, приобретаемой за реальные деньги. После проведения опроса игроков было принято решение вернуть лимит неограниченного обмена до 5000 GP (Gold pieces) в зависимости от количества QP (Quest points), которые имеет игрок.
- В Star Wars Galaxies имеется «Система хранителей» (Warden system). Вместо анализирования информации и сообщений пользователей, некоторые пользователи получили права для временного бана подозрительных игроков с передачей информации для рассмотрения непосредственно гейммастеров.

## eBay и другие онлайн аукционы
Продажу игровых предметов и услуг можно найти на различных сайтах, например на eBay. Однако, несмотря на обилие предложений подобного рода, сделки непосредственно на сайте аукционера происходят очень редко. Как правило, это делается лишь для облегчения покупок на сайтах этих структур.
Для предотвращения лицензионных вопросов и возможного судебного преследования, все лоты по продаже игровых ценностей были сняты с торгов. Исключение составляют лишь ценности из игры Second Life. Представитель eBay Hani Durzy так объяснял логику принятия решения: «Если кто-то из игроков Second Life хочет продать что-то из своей собственности, мы не будем выкидывать его лот из нашего списка. Мы сомневаемся, нужно ли воспринимать Second Life как игру».

## Правила и их выполнение
В большинстве игр запрет на фарм специально введён в EULA или правила оказания услуг, за нарушение которого обслуживание аккаунта останавливается. Тем не менее подобные операции нежелательны, потому что это требует основательного расследования фармерской активности, а также наносит большой удар имиджу компании-оператора игры в глазах игроков из-за факта бана соотносительно положительному эффекту от прекращения деятельности фармера. Нужно иметь в виду, что большинство современных MMORPG требуют однообразных действий (то есть фарма) от игроков значительную часть времени, проводимого в игровом мире, что вызывает затруднения в разделении тех, кто фармит в личных целях, и тех, кто фармит для последующей продажи.
В качестве меры против фармеров может быть применено анализ лог-файлов серверной части игры на наличие подозрительных действий. Это заставляет фармеров маскировать эти действия многократными передачами игровых ценностей от одних аккаунтов к другим до того как они достигнут заплатившего за них игрока. Тем не менее, практически во всех MMORPG возможно вычислить всех покупателей, если фармер обнаружен (однако это обычно является долгой и кропотливой работой). Не во всех современных MMORPG банят пользователей, покупающих игровые блага за валюту реального мира. Также есть MMO, в которых активно банят фармеров (напр., Rohan:Blood Feud, RuneScape, Guild Wars ArcheAge). Точно также с некоторых пор издатель Final Fantasy начал активно банить аккаунты, причастные к RMT (англ. Real Money Trading — торговля за реальные деньги).
В свою очередь, по многочисленным жалобам игроков, Blizzard забанила игровых спамеров, рекламирующих RMT. Также была введена система, позволяющая существенно снизить количество спама в игре. Также Blizzard осуществляет судебное преследование фармеров и активно банит аккаунты, причастные к фарму игровых ценностей с продажей их за валюту реального мира. Сейчас позиция Blizzard заключается выявлении и бане всех аккаунтов, использующихся для продажи игровых ценностей.
В разных играх за RMT предусмотрены разные наказания. Например, в EVE Online вас просто лишат благ, купленных за валюту реального мира.

## Проблемы налогообложения
Ввиду массового распространения этого явления, правительства многих стран обратили на него внимание. Правительственные службы Австралии считают налогооблагаемой прибыль с виртуальных ценностей. Эксперты компании Symantec констатируют: «Эти операции проводятся через весь мир без какого-то специального контроля, сопровождаясь при этом обычным банковским переводом». В качестве примера приводится указ китайского правительства о прекращении обмена виртуальных денег на реальные «для сдерживания нерегулируемого обмена валют». Прогнозируется дальнейшее увеличение внимания фармеров к Second Life и World of Warcraft ввиду их популярности и, соответственно, востребованности услуг фармеров.
Корейское правительство издало закон, запрещающий все операции обмена игровых ценностей на ценности реального мира. Это привело к закрытию властями большинства подобных интернет-структур. Наказание за этот вид деятельности составляет 50 тысяч долларов США и тюремное заключение сроком на 5 лет.
Более основательный закон для поставщиков виртуальных ценностей за валюту реального мира разработано в Китае. Усилия властей направлено на «создание условий для защиты и законной охраны виртуальной собственности от кражи и присвоения». Ван Сяодон, специалист в области интеллектуальной собственности из C&I Partners (Гуандон), заявил в интервью China Daily, что он уверен в то, что новый закон, принятый Высшим народным судом, «в будущем защитит виртуальную собственность».
Также британское правительство нуждается в «сильной руке для наведения порядка в виртуальных мирах»:
Как сказал министр, такие проблемы виртуальных пространств, как детская порнография, кража персональных данных, отмывание денег и нарушение авторских прав, что называется, нуждаются в регулировании и контроле…

Лорд Трайсман отказался называть какие-то сроки рассмотрения такого документа. Также он отказался комментировать заявление о том, что «всякие деньги в виртуальных мирах должны быть налогооблагаемыми». Как он сказал: «Это было бы значимо для казначейства».
Действия правительств по узакониванию RMT, видимо, должны напрямую коснуться деятельности фармеров, так как обмен валют на игровые ценности не лицензирован, а потому подобные доходы являются незаконными.
Дальнейшие шаги по установлению контроля на «виртуальной валютой», по мнению Internet Business and Law Centre, могут быть следующими:
С точки зрения преследования по закону очень важно знать, где находится сервер, предлагающий виртуальные услуги. Особенно это важно, так как он может находиться на территории другой страны.
В ходе составления законопроекта потребуются консультации квалифицированных юристов. Это особенно важно, так как в ходе расследования потребуется доступ к данным, находящимся в области действия иностранного законодательства.

Нам нужно уничтожить барьеры между бизнесом и правительством, нам нужно взаимное доверие, чтобы сделать поставщиков услуг более ответственными за трафик, передаваемый через их каналы в Сеть.
Вменение в обязанность издателям MMO протоколировать перемещения виртуальных ценностей и валюты явится существенным ударом по фармерам в играх как допускающих оказание виртуальных услуг за реальные деньги, так и запрещающих его. Независимо от содержания грядущего законодательства, происходящее в виртуальных мирах, видимо, будет представлять большой интерес для правительств и правоохранительных служб.

## Ограничения онлайн-игр
Независимо от процесса фарминга, в Китае лица, не достигшие 18 лет, не могут проводить много часов без перерыва в виртуальных мирах, что необходимо для фарма значительных объёмов игровых ценностей. Как сообщает CNBC, новый закон обязывает издателей онлайн-игр иметь возможность наблюдать за временем, проводимым молодыми людьми в игровых мирах. После полных трёх часов игра должна приостанавливаться, чтобы молодые игроки могли сделать разминку, а после пяти часов игра должна быть остановлена. Для продолжения игры необходимо ожидать не менее 5 часов или до сброса таймера из-за сброса системы. Лица, систематически нарушающие этот закон, будут помещены в клинику лечения от интернет-зависимости. Также при регистрации необходимо назвать реальное имя и номер паспорта, «чтобы оператор игры знал действительный возраст игрока».